# 約瑟·李維
約瑟·梅臣·李維（英語：Joseph M. Reeves，1872年11月20日—1948年3月25日）是一名美國海軍上將，1894年至1936年及1940年至1946年間在役。
李維在1890年入讀美國海軍學院，在1894年畢業。稍後李維曾參與美西戰爭，並在第一次世界大戰時晉升至戰列艦艦長。戰後李維投身方興未艾的海軍航空部隊，推動連串飛行戰術實驗，並透過1929年第9號艦隊解難演習向海軍宣示航空母艦力量，奠定美國海軍航空戰術基礎。這使他與威廉·A·莫菲特並譽為「美國海軍航空之父」。1933年李維晉升為戰鬥部隊司令，再在1934年拔擢為美國艦隊總司令，最後於1936年退役。第二次世界大戰期間，李維被召回美國海軍部長辦公室助理事務，直到1946年方再退伍，期間李維曾加入珍珠港事件的調查委員會。1948年李維因病去世，享年75歲。

## 早年
李維生於1872年11月20日伊利諾伊州農村小鎮坦皮科，於家中五子排行第二，家族以務農為主業。李維父親早年曾於美國內戰加入紐約一支志願騎兵隊，後隨軍遷居伊利諾伊州。父親因曾受教育，偶爾亦到鎮上擔任教師。李維起初欲追隨父親之路，加入美國陸軍，但因眾議員的西點軍校推薦名額有限，而改為推薦李維加入美國海軍。1890年李維加入美國海軍學院受訓，並成為海軍美式足球隊的核心人物。

## 工程軍官
1894年李維畢業，開始為期兩年的海上實習。期間李維曾派駐辛辛那提號防護巡洋艦及旧金山号防护巡洋舰，憑藉優異表現，在1896年調往新近服役的俄勒岡號戰艦，任助理引擎工程師，並在同年結婚。1897年初緬因號戰艦於哈瓦那爆炸沉沒，美西戰爭爆發，李維所屬的俄勒岡號繞道南美洲，由東太平洋調往大西洋，並封鎖古巴的聖地牙哥。7月3日西班牙艦隊離港試圖突破封鎖，聖地牙哥海戰（Battle of Santiago de Cuba）爆發。由於俄勒岡號之航速為當時美國封鎖艦隊之冠，且其引擎運作得宜，使之成為美軍戰勝之關鍵。戰後李維獲推薦為美國總統遊艇的引擎軍官。

## 艦炮軍官與駐外武官

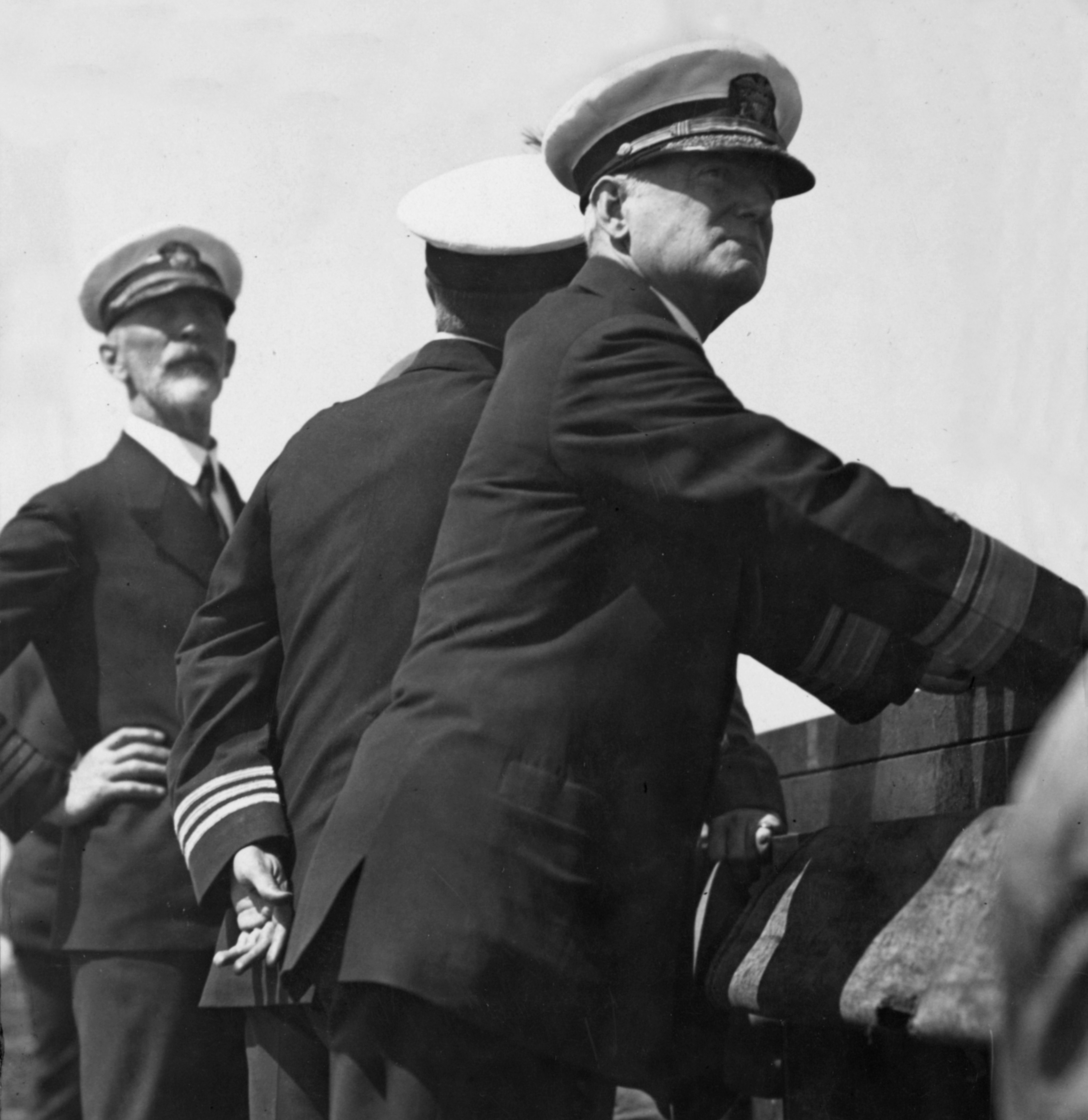
1926年9月，李維（左）與海軍航空署署長威廉·莫斐德（右）在蘭利號航空母艦觀看飛行作業。中央背向鏡頭者可能是蘭利號副艦長約翰·陶爾士（John H. Towers）。在美國海軍史上，李維奠定了航空戰術基石，並率先宣揚航空母艦特遣艦隊編制；莫斐德則在威廉·米切爾引起的軍種競爭中為海軍保住航空部隊，建立了基本的航空行政架構，並在軍費緊縮的背景下爭取充足資源。這使兩人同被譽為「美國海軍航空兵」之父。至於陶爾士則是美國海軍最早的飛行員，是海軍飛行員公推的領袖，二戰後任太平洋艦隊總司令。

1899年3月，美國國會通過法案，將海軍工程師與水面軍官的晉升路線合併，解決纏擾海軍多年的內部官職競爭。這使李維由必須學習航海與炮術等事項。同年中李維升任中尉，但不久卻因嚴重闌尾炎而要暫時停職，而李維更因軍醫誤診而一度有生命危險，最後家人要延聘名醫霍華德·凱利為李維施行手術，方得康復。
康服後，李維調到新服役的奇爾沙治號戰艦見習，並在艦炮演習上表現出眾。同年李維完成水面軍官考核，調往華盛頓海軍工廠，負責海軍艦炮製作及改良。其時海軍上尉威廉·西姆斯（William S. Sims）正鼓吹引進英國皇家海軍之艦炮技藝，同時採用新式無畏艦設計，以改進美西戰爭中海軍之差劣表現，並與美國海軍部、海軍武備署及海軍航海署的將官激烈爭持。期間海軍多次於華盛頓海軍工廠進行艦炮測試與改良，此股技藝改進風潮對李維有極大影響。
1902年，李維升任上尉，調回三藩市號任艦炮長官。此時西姆斯獲老羅斯福賞識，終於可一展所長，並將多年的艦炮改良經驗集結成書，獲海軍派發至艦隊作為指引。李維在指引基礎上加以發揮，使三藩市號在1904年於埃及阿布基爾灣外的艦炮演練名列前茅。當三藩市號緊接加入遠東的亞洲艦隊後，李維便因功調往旗艦威斯康辛號戰艦。1905年威斯康辛號在1905年的艦隊艦炮射擊比賽大勝，使李維獲新任亞洲艦隊總司令查理斯·德倫（Charles F. Train）注目，而將其調任艦隊參謀。同年李維隨同德倫調到新服役的俄亥俄號戰艦，繼續負責艦炮改良事宜。1906年李維更為海軍研發出第一套火控系統。
1907年李維調任海軍學院教官，並升任少校。翌年美國大白艦隊啟程環球航行，國內軍官短缺，李維被提早調離學院，擔任新服役的新罕布什爾號戰艦武備軍官。其時海軍正為前無畏艦的射擊設計及裝填缺陷所苦，李維改良艦炮的經驗便大派用場。經過多番嘗試後，李維將新罕布什爾號的射擊及裝填系統徹底改善，使之由服役之初完全無法正常開炮，到於1909年漢普頓錨地射擊比賽在27艘軍艦中名列第五，令李維在海軍嶄露頭角，調往旗艦康涅狄格號戰艦任艦隊參謀。然而李維卻在同年新引進的年度體檢，發現心臟肥大及二尖瓣脫垂，而幾乎遭海軍勒令退役，幸虧醫務署發現多名海軍學院的美式足球員均有同樣情況，才使李維可繼續從戎。接著李維調往蒂伯龍的海軍運煤港，監督該處的運煤機械擴建工序，最後在1913年調任朱比特號運煤艦的首任艦長，升任中校。
1914年至1916年間，李維先後指揮了多艘老舊及非主力軍艦，包括聖路易斯號巡洋艦、維克斯堡號炮艦、密爾沃基號巡洋艦、安那波利斯號炮艦、南達科他號巡洋艦及俄勒岡號戰艦。1917年美國加入第一次世界大戰，海軍軍官人手緊張，李維先後獲委任為新緬因號戰艦及堪薩斯號戰艦艦長，在美國東海岸訓練軍兵。戰爭結束前夕，李維被調到華盛頓海軍軍令部辦公室，但工作既不稱心，又不獲上司重視。在好友幫助下，李維在1919年調往美國駐義大利大使館任武官，並與意大利外交人員建立良好關係。在三年的外交生涯，李維先後獲授司令級意大利王國勳章（Commendatore dell'Ordine della Corona d'Italia）及司令級聖茂里斯及拉匝祿騎士團（Ordine dei Santi Maurizio e Lazzaro）勳章。返國後李維曾分別出任匹茲堡號巡洋艦及北達科他號戰艦艦長，於1923年獲准進入海軍戰爭學院研習。

## 投身航空兵

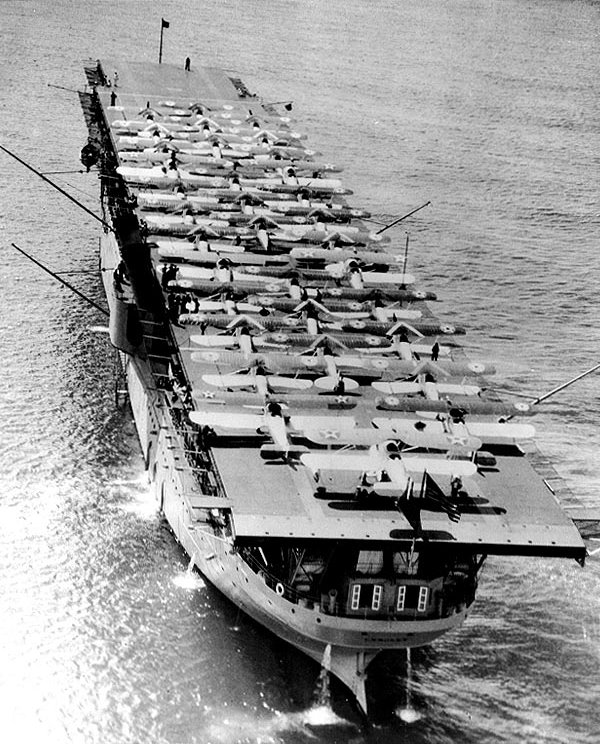
1928年5月，蘭利號航空母艦完成第8號艦隊解難演習，在珍珠港停泊，甲板上停泊了36架飛機。在李維初任戰鬥艦隊的航空指揮官時，蘭利號最多只能攜帶八架飛機。後來李維採用多項改良甲板運用方法，使載機量大為增多，而起降飛機時間則大為縮短。這些措施最後成為海軍全甲板攻擊（Deck-load strike）的戰術根基。

李維就讀戰爭學院之時，正值學院改革風氣大盛。西姆斯中將在指揮歐洲戰事後，連續兩屆出任戰爭學院院長，期間大力鼓吹海軍組織及戰術改革，宣稱戰列艦的主力地位必將被飛機所取代。西姆斯雖因年邁及各種爭議而在1922年退役，但新任戰爭學院院長克勞倫·威廉斯（Clarence S. Williams）及戰術系系主任夏里士·朗寧（Harris Laning），均對航空戰術持開放態度，並時常於學院內舉行研習演練。此股開放風氣不但對李維有極大影響，更使他的艦炮改良經驗得以發揚。其時朗寧正以日德蘭海戰為基礎，研究英美艦隊對抗時航空母艦及潛艇的角色，以及其戰術運用方法。在一次模擬戰爭中，扮演美國艦隊司令的李維決定優先奪取制空權，在雙方戰列艦相遇前，先集中飛機轟炸英國艦隊的航空母艦。演習美軍雖未能完全制空，但李維的航空調配卻是戰勝的關鍵，使他大為朗寧讚賞。當朗寧在1924年調遷時，剛畢業的李維便獲選接任戰術系系主任一職，繼續探究航空部隊於傳統炮戰中的角色及應用方法。年日過去，李維深信航空兵將為未來海戰之關鍵，決心投身航空事業，在1925年主動申請調遷，並獲航海署負責人員調動的威廉·李海（李維於俄勒崗號之艦友）及海軍航空署署長威廉·莫斐德（William A. Moffett）支持。

## 奠定海軍航空戰術基礎
1925年6月，李維就任戰鬥艦隊的航空指揮官（Commader, Aircraft Squadrons, Battle Fleet），旋即按法律要求考取飛行員資格。一如大部分轉入航空事業之軍官，李維僅參與飛行觀察員（Observer）課程，而沒有直接成為飛行員。10月李維登上美國第一艘航空母艦蘭利號，開始負責艦隊所有航空部隊的戰術調動。巧合的是，蘭利號的前身為朱比特號運煤艦，其首任艦長正是當年初嘗艦艇指揮的李維。
李維就任後先觀察海軍飛行員的執勤表現。他發現艦上的海軍飛行員雖熱愛飛行，卻未有深思飛機在艦隊應有的角色。登艦一周後，李維召集全艦飛行員，在演說中說之以理，動之以情，贏取飛行員的信任，以建立海軍航空兵的戰術模範為共同目標。李維隨後將各項飛機的運用問題編成長篇列表，內容包括「戰鬥機應如何攻擊對方戰鬥機？」、「飛機於空中偵察時應採取何種陣形？」、「飛機與飛機在空中的安全距離為何？」等等，然後要求各小隊在飛行期間解答該等問題，並定時再與李維會議、商討、甚至提出個人見解。李維再定期將該等問題連同最新的答案，以小冊子形式分發給各飛行小隊。此方法既可引導飛行員開發航空戰術，同時又可存留其經驗，後人更可青出於藍。美國航母的戰術改革路向便由此而定。
李維同時希望實踐自己於戰爭學院的航空戰術構想。按照李維的構思，只要在最短時間派出最多飛機升空，則可將友軍艦隊的空中打擊力度集中，並提升至極；而只要友軍飛機較敵軍早發現對方艦隊，則可更早摧毀敵方航空母艦，從而奪取制空權；當友軍艦隊奪取制空權後，敵軍艦隊便無法有效偵察友軍，既喪失戰列艦的遠距射擊優勢，同時更無法抵擋友軍轟炸機的攻擊。然而李維初次登上蘭利號時，發現蘭利號最多竟只可攜帶八架飛機，而一次最多只能派六架升空，根本不可能做到理想的戰術效果。
由於1926年的第6號艦隊解難演習在即，李維渴望向海軍展示航空兵的潛力，故此不斷挑戰飛行員的極限，用盡各種方法增加蘭利號載機量，同時加快飛機起降所需時間。李維本人更經常在艦橋的梯間親自指揮飛機起降，並向艦長下達加速轉向命令，且樂於接受他人意見，使他深為飛行員信服。當2月演習舉行時，蘭利號已可一次派出16架飛機，並在演習中「轟炸」巴拿馬運河水閘，立下先聲。到1926年中，李維與蘭利號艦長約翰·陶爾士（John H. Towers）及其他飛行員，已開發出一套系統性的航母運用方法，包括將飛行甲板用作飛機停泊及預熱位置、飛機起飛後即時右轉，使後方飛機可即時起飛、飛機小隊降落前在母艦後方保持盤旋陣形，加快降落效率、甲板勤務人員按職分工，並以不同顏色上衣以示分別、飛機降落後先推往甲板前方停泊，直到全數降落後才推回後方補油，或降回機庫維修。這些方法到21世紀仍為美國以至其他國家航母所使用。
1926年中，李維獲得美國艦隊總司令查爾斯·休斯同意，將戰鬥艦隊所有飛機聚集到聖地牙哥的北島航空站作夏季特訓，輪調其他小隊到蘭利號作海上訓練，並繼續向艦上飛行員（包括時任蘭利號航空軍官馬克·密茲契及小隊指揮官傑拉德·波根）軟硬兼施。此等措施以及同年10月海軍少校法蘭·威納（Frank D. Wagner）開發的改良俯衝轟炸技術，再加上1926年至1928年各次大小演習，構築了美國全甲板攻擊的戰術雛形；至於莫斐德則全力負責航空兵的行政事務，為李維的航空部隊爭取來之不易的經費、維修零件、人員替補以及展現戰術的機會。兩人在職務上雖難免有所衝突，卻能一直保持友好互助關係，令美國海軍航空兵在內在外均能邁步發展。這使兩人最終同被譽為「美國海軍航空之父」。1927年李維曾短暫離職，隨同美國海軍高層參與日內瓦裁軍會議，並在會議期間獲擢升為少將，成為第二位投身航空兵的將官人物。1928年，李維隨同蘭利號參與第8號艦隊解難演習，此時蘭利號的載機量已提升至36架之多。
由於蘭利號本身的性能有限，李維要等到列星頓號及薩拉托加號兩艘艦隊航空母艦於1928年底完成訓練，才有機會向海軍全面展示航空兵的潛力。1929年初第9號艦隊解難演習舉行，李維在獲得戰鬥艦隊總司令威廉·普瑞特支持及配合下，將薩拉托加號獨立編成特遣艦隊，然後在28分鐘內派出70架飛機，偷襲並摧毀巴拿馬運河水閘，使航空兵在海軍聲名大噪。自此以後，海軍內部不再爭辯航母是否必須，而是如何在華盛頓及即將舉行的倫敦海軍限制會議的框架下，將航母部隊發展極致。李維的航空事業也在此到達頂峰。倫敦海軍會議預備開展前，李維被調入海軍事務委員會（General Board）協助處事，直到1930年中才重任戰鬥艦隊的航空指揮官。不久普瑞特成為新任海軍軍令部長，推行海軍架構改制。改制後李維身兼三職，包括第2航母戰隊指揮官（Commander, Carrier Division 2）、戰鬥部隊航空指揮官（Commander, Aircraft, Battle Force）及美國艦隊航空司令（Commander, Aircraft, U.S. Fleet），仍舊為少將職級。期間李維曾與屬下恩斯特·金恩分別指揮航母，參與1931年的第11號艦隊解難演習。演習後李維循例調回岸上，並被投閒置散，於馬爾島海軍船廠等地工作。

## 美國艦隊總司令

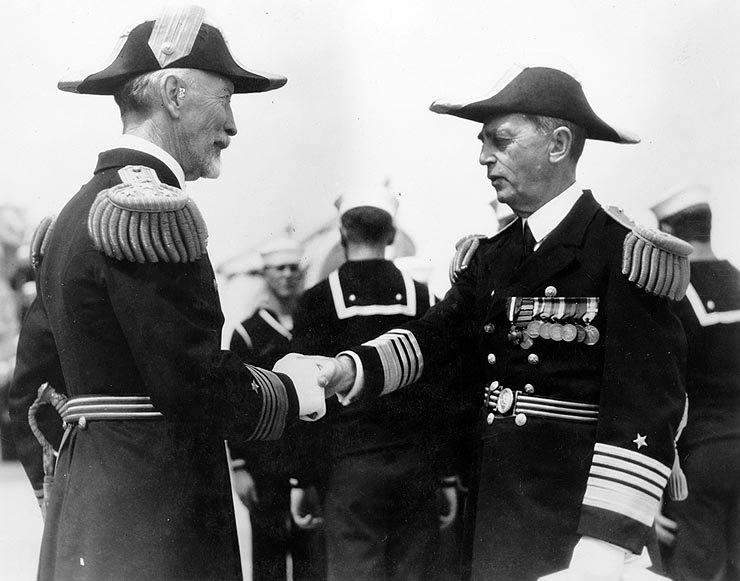
1936年3月30日，海軍航海署署長威廉·李海（右）接替夏里士·朗寧（Harris Laning），成為新一任戰鬥部隊司令，並與美國艦隊總司令的李維握手致意。李海與李維是在俄勒崗號結識的艦友，而李海曾推薦李維轉入航空兵事業及美國艦隊總司令一職，至於朗寧則曾與李維於戰爭學院共事。

李維的仕途最終隨著小羅斯福在1933年就任美國總統而有轉機。其時普瑞特即將離任軍令部長，向羅斯福大力舉薦李維，既可善用其才，亦可定下航空軍官再作晉升之路。同年5月小羅斯福任命李維為戰鬥部隊戰列艦指揮官（Commander, Battleship, Battle Force）及美國艦隊戰列艦司令（Commander, Battleship, U.S. Fleet），在6月上任，使李維一躍而為中將。7月1日李維再晉升為戰鬥部隊司令，身兼戰鬥部隊三項要職。到1934年，在軍令部長威廉·史坦利（William H. Standley）及航海署署長李海推薦下，李維升任為美國艦隊總司令，官至上將。
在此期間，李維參與了橘色戰爭計畫的制訂。就在他正式就任戰鬥部隊司令當日，時任美國艦隊總司令的大衛·西勒（David F. Sellers），將軍令部於1932年提出的「速攻」戰略制成行動藍圖，交由李維負責各艘軍艦在太平洋戰爭爆發時的動員與調配。但「速攻」戰略在1934年時早已備受海軍各方質疑，連軍令部內亦有異議聲音。假若日本向美國正式宣戰，美國艦隊難以在短時間內集結兩洋軍艦，然後避過日佔南洋群島的偵察，解決遠洋航行的補給需要，最後增援被日本圍攻的菲律賓，或與日本海軍決戰。此消彼長下，1920年代的「保守」戰略方案起死回生，指海軍必須以跳島戰術方式，在中太平洋建立反攻基地，然後再與日本艦隊決戰，最後在海上封鎖日本，迫使其投降；菲律賓在戰爭初段幾乎肯定會遭日本奪去。
李維亦傾向了「保守」戰略一方。1934年7月，「速攻」戰略提倡者完成了「直接之道」（Royal Road）的計畫制訂，模擬一場三個月的太平洋戰爭方案，但不論軍令部內的審議者、美國艦隊總司令李維及軍令部長史坦利本人，都已傾向「保守」戰略，使此計畫不久便要重新修改。12月史坦利將美國艦隊西進的終點由菲律賓東移至特魯克，但終李維及史坦利任內，新的計劃仍未塵埃落定。
另一方面，李維於任內亦捲入了海軍內部改制的衝突。普瑞特於1931年推行的改制，原意是要將美國艦隊架構從馬漢的簡單集結，改為以艦種為本的分工編組，並強化「美國艦隊」在架構上的指揮權及行政權力。但艦種為本的指揮架構，意味著航空母艦可以特遣艦隊形式編組，在戰術指揮上與水面軍艦平起平坐，甚至反過來指揮水面軍艦。李維一直鼓吹航母與戰列艦分開編組，以免航母容易遭敵軍發現，減低艦隊喪失制空權的風險。然而海軍長久以來，均憂慮航母軍官有否資歷、能力與經驗指揮水面艦艇。此股質疑造成的阻力，使1931年改制未有提升航空司令一職為中將。史坦利出任軍令部長後，在艦隊改制上的立場傾向保守，且認為美國艦隊總司令不向軍令部長負責，會造成海軍決策上的權力分散，銳意將其權責收回軍令部。這使李維與史坦利兩人經常意見相左，而互為角力。史坦利多次以軍令部之權力干預艦隊的訓練事宜，並試圖將官署的物資調配權力收歸軍令部，最後僅在羅斯福的阻止下才未有成事。至於李維則在1935年離任前夕反擊，向艦隊所有少將或以上將官徵集艦隊改制意見，以編製普瑞特提倡的艦種為本指揮架構，更聲言要完全廢除「戰鬥部隊」及「偵察部隊」此一過時馬漢集結艦隊產物。然而海軍事務委員會未及解決此事，兩人俱於1936年退役離任。軍令部長與美國艦隊的權責衝突，最終要到1942年金恩同時身兼兩職才告解決，而航母為本的特遣艦隊架構，則在1941年以另一形式實現：當年太平洋艦隊總司令哈斯本·金梅爾（Husband E. Kimmel），將列星頓號編入已沒有戰列艦的偵察部隊，使其變相成為航母特遣艦隊。
最後，李維亦在任內參與多次艦隊演習。在1934年的第15號艦隊解難演習，李維以戰鬥部隊總司令一職，嘗試將艦隊按艦種及任務編成分隊，但效果未見理想。至於1935年舉辦的第16號艦隊解難演習，李維原先希望在阿留申群島及夏威夷舉辦，模擬日本從北方威脅夏威夷，而美國則從西岸派艦增援；但演習消息在1934年12月28日向外公佈之際，正好是日本宣佈退出華盛頓及倫敦海軍條約之日。日本更宣稱將會在千島群島進行艦隊演習，使輿論猜測兩國會否意外相遇而擦槍走火。最終李維將演習改於中途島舉辦。

## 退役、戰時供職與晚年
1936年6月，李維離任美國艦隊總司令，並在同年編入退役名單，終身享有少將軍銜。歷經數年低調生活後，李維在1940年被召回海軍部長辦公室，為海軍提出工程兵及航空工程人員的晉升及調配的建議。珍珠港事件後，海軍部組成了珍珠港事件調查委員會，李維是惟一有海軍航空軍旅經驗的委員。多場會議及聽證會中，身為另一委員的史坦利再次與李維激辯。李維認為金梅爾未有派飛機定期巡邏珍珠港外海，負有嚴重責任，而史坦利則批抨李維對金梅爾過於敵視，且不應將所有責任盡歸於金梅爾一人身上，最後僅以大局出發而未有提交不同意見書（Minority Report）。接著李維獲羅斯福任命為租借法案的聯絡軍官，並以退役身分於1942年再晉升為上將，一直到1945年12月才離任，到1947年4月才正式離開所有海軍職務。此時李維健康已經惡化，並要長期住院。1948年3月25日，李維於馬利蘭州貝塞斯達離世，享年75歲。

## 榮譽、紀念與軼聞
在48年的海軍軍旅生涯，李維一共獲得以下軍事獎項：
|  |  |  |
|  |  |  |
|  |  |  |
|  |  |  |
|  |  |  |

| 美國飛行觀察員徽章                    |                               |                       |
| 海軍十字勳章                          |                               |                       |
| 海軍傑出服役勳章                      | 森遜獎章                      | 美西戰爭獎章          |
| 第一次世界大戰勝利獎章 大西洋艦隊橫扣 | 美國防禦服役獎章              | 美國戰役獎章          |
| 第二次世界大戰勝利獎章                | 聖茂里斯及拉匝祿騎士團 司令級 | 意大利王國勳章 司令級 |

美國海軍一艘李海級導彈巡洋艦亦以李維為名。李維號導彈巡洋艦（CG-24）在1964年服役，曾參與越戰，最後於1993年退役，後作靶艦擊沉。
另外，李維亦被傳為美式足球中發明頭盔的人物。李維在1890年入讀海軍學院後，海軍與陸軍軍校就在1891年舉辦軍校際足球比賽，兩軍競爭甚為激烈。後來在一次比賽中，李維頭部重傷，使海軍學院校監下令李維停止作賽。然而李維卻用鼴鼠毛皮等物料製作了一個頭盔，並說服校監准其出賽。此後海軍的美式足球隊便開始有配戴頭盔習慣。至於另一傳為美式足球頭盔發明者占士·納史密夫，則在1883年入讀大學後引進頭盔。